# Araneus miami
Araneus miami är en spindelart som beskrevs av Levi 1973. Araneus miami ingår i släktet Araneus och familjen hjulspindlar. Inga underarter finns listade i Catalogue of Life.